# Johann Bartholome Arpagaus
Johann Bartholome Arpagaus (* 3. Oktober 1810 in Cumbel; † 3. Februar 1882 ebenda) war ein Schweizer Politiker und Arzt. Von 1851 bis 1854 gehörte er dem Nationalrat an, von 1860 bis 1861 dem Ständerat.

## Biografie
Der Sohn eines Landwirts erhielt seine Mittelschulbildung in Feldkirch, Solothurn und Luzern. Anschliessend studierte er Medizin an den Universitäten Freiburg im Breisgau, Paris und Heidelberg. Arpagaus eröffnete eine Arztpraxis in Ilanz und kaufte das Bad Peiden im Val Lumnezia. Er war Direktor des dortigen Kurhauses, bis 1868 ein Erdrutsch die Quellen verschüttete. Von 1865 bis 1873 war er Mitarbeiter und von 1866 bis 1869 Redaktor der liberalen Zeitung Ligia Grischa, ausserdem veröffentlichte er Artikel zu medizinischen, literarischen und politischen Themen.
Mehrere Jahre lang war Arpagaus Gemeinderat von Ilanz. Dem Grossen Rat des Kantons Graubünden gehörte er von 1848 bis 1850, von 1856 bis 1858 sowie 1864/65 und 1868/69 an. Dieser wählte ihn für die Jahre 1866/67 und 1870/71 in den Kleinen Rat. Arpagaus kandidierte bei den Nationalratswahlen 1851 und wurde im Wahlkreis Graubünden-West gewählt. Nachdem er 1854 auf eine Wiederwahl verzichtet hatte, trat er 1857 ohne Erfolg an. Der Grosse Rat wählte Arpagaus, der sich hauptsächlich mit Verkehrs- und Handelsfragen beschäftigte, für die Jahre 1860/61 zum Ständerat.